# Francesco Bartolomeo Conti
Francesco Bartolomeo Conti (* 20. Januar 1682 in Florenz; † 20. Juli 1732 in Wien) war ein italienischer Theorbenspieler und Komponist des Spätbarock.

## Leben
Bereits in den Jahren 1699 bis 1701 war Francesco Conti, der in Diensten des Kardinals Francesco Maria de’ Medici stand, über seine Heimatstadt hinaus bekannt, unter anderem in Mailand und Florenz. Der so erlangte Ruf ermöglichte es ihm wahrscheinlich ab 1701, zur Zeit Kaiser Leopolds I., in der Wiener Hofmusikkapelle eine Anstellung als Hilfstheorbist zu erhalten. 1705 verließ er Wien und reiste mit Giovanni Bononcini nach Berlin und London, wo dieser Aufführungen seiner Opern leitete. Conti konnte so Erfahrungen im Opernbetrieb sammeln, die ihm später dienlich waren. Wieder in Wien, wurde Conti 1708 erster Theorbist der Hofkapelle, 1711 wurde er zum Vize-Kapellmeister und 1713 als Nachfolger von Johann Joseph Fux zum Hofkomponisten ernannt. 1726 wurde er in die angesehene Accademia Filarmonica von Bologna aufgenommen. Da Conti ab 1726 aus gesundheitlichen Gründen seine Pflichten am Wiener Hof nicht mehr erfüllen konnte, wurde der Neapolitaner Gioacchino Sarao zu seinem Nachfolger als Theorbist bestellt. Johann Joachim Quantz äußerte sich über Conti: „Ein erfindungsreicher und feuriger, obgleich manchmal etwas bizarrer Komponist“. Sein Sohn Ignazio Maria Conti (1706–1759) war Theorbist mit dem Titel eines Hofscholaren in der Wiener Hofkapelle.
Conti war dreimal verheiratet, alle drei Frauen waren Sängerinnen: 1705 heiratete er Teresia Kugler (1682–1711), die Tochter der einst berühmten Giulia Masotti. Nach ihrem Tode ehelichte er im Oktober 1714 die kaiserliche Primadonna Maria Landini, die bis zu ihrem Tode im Jahr 1722 in all seinen Opern und vermutlich auch in anderen Vokalwerken sang. Contis dritte Ehefrau war Maria Anna Lorenzoni, die ebenfalls am Wiener Hof als Primadonna in seinen Opern auftrat.

## Werke
Conti verband erfolgreich den neuen neapolitanischen Opernstil mit der Wiener Operntradition. Er trat vor allem durch seine 24 Bühnenkompositionen hervor. Zu seinen Kompositionen zählen mehrere Instrumentalwerke und die erste bekannte Sonate für Solo-Mandoline, zahlreiche Kantaten (darunter seine von Bach bearbeitete Solokantate Languet anima mea) und die tragisch-komische Oper Don Chisciotte in Sierra Morena.
- Alba Cornelia, dramma per musica; Libretto: Pietro D’Averara, bearbeitet von Pietro Pariati; UA: Mailand, 5. Januar 1704
- Clotilde, melodramma; Libretto: Giovanni Battista Neri; UA: Wien, vermutlich Karneval 1706
- Il trionfo dell’amicizia e dell’amore, dramma pastorale; Libretto: Francesco Ballerini; UA: Wien, Karneval 1711
- L’ammalato immaginario, intermezzo; UA: Wien, 23. Februar 1713
- I satiri in Arcadia, favola pastorale; Libretto: Pietro Pariati; UA: Wien, 28. August 1714
- Dorimena, Tuberone, intermezzi; Libretto: Pietro Pariati; UA: Wien, 19. November 1714
- Bagatella, Mamalucca, Pattatocco, intermezzi; Libretto: Pietro Pariati; UA: Wien, 9. Februar 1715
- Ciro, dramma per musica; Libretto: Pietro Pariati; UA: Wien, 9. Februar 1715
- Galantina e Pampalugo, intermezzi; Libretto: Pietro Pariati; UA: Wien, 28. August 1715
- Teseo in Creta, dramma per musica; Libretto: Pietro Pariati; UA: Wien, 28. August 1715
- Il finto Policare, tragicommedia; Libretto: Pietro Pariati; UA: Wien, 11. Februar 1716
- Grilletta e Pimpinone, intermezzi; Libretto: Pietro Pariati; UA: Wien, 24. Januar 1717
- Sesostri, re d’Egitto, dramma per musica; Libretto: Pietro Pariati; UA: Wien, 24. Januar 1717
- Vespetta e Milo, intermezzi (mit Alessandro Scarlatti); Libretto: Silvio Stampiglia und Francesco Ballerini; UA: Dresden, 25. Oktober 1717
- Astarto, dramma per musica; Libretto: Apostolo Zeno und Pietro Pariati; UA: Wien, 19. Februar 1718
- Terremoto, Farfalletta e Lirone, intermezzi; Libretto: Pietro Pariati; UA: Wien, 19. Februar 1718
- Amore in Tessaglia, componimento da camera; Libretto: Pietro Pariati; UA: Wien, 28. August 1718
- Don Chisciotte in Sierra Morena, tragicommedia; Libretto: Apostolo Zeno und Pietro Pariati; UA: Wien, 6. Februar 1719
- Cloris und Thyrsis, Schäferspiel; Libretto: D. Gazal aus Pietro Pariatis I satiri in Arcadia, UA: Hamburg, 26. April 1719
- Arien im Pasticcio Die über Hass und Liebe siegende Beständigkeit, oder Tigranes, König von Armenien; Libretto: Antonio Marchi und D. Gazal; UA: Hamburg 1719
- Galatea vendicata, festa teatrale; Libretto: Pietro Pariati; UA: Wien, 19. November 1719
- Cantata allegorica, opera; Libretto: Pietro Pariati; UA: Wien, 15. Oktober 1720
- Alessandro in Sidone, tragicommedia; Libretto: Apostolo Zeno und Pietro Pariati; UA: Wien, 6. Februar 1721
- La via del saggio, componimento da camera; Libretto: Pietro Pariati; UA: Wien, 1. Oktober 1721
- Archelao, re di Cappadocia, tragicommedia; Libretto: Pietro Pariati; UA: Wien, 29. Januar 1722
- Pallade trionfante, festa teatrale; UA: Wien, 19. November 1722
- Creso, tragicommedia; Libretto: Pietro Pariati; UA: Wien, 26. Januar 1723
- Il trionfo della Fama, serenata per musica; Libretto: Francesco Fozio; UA: Prag, 4. November 1723
- Penelope, tragicommedia; Libretto: Pietro Pariati; UA: Wien, 6. Februar 1724
- Meleagro, festa teatrale; Libretto: Pietro Pariati; UA: Wien, 19. November 1724
- Griselda, dramma per musica; Libretto: Apostolo Zeno; UA: Wien, Karneval 1725
- Issicratea, festa teatrale; Libretto: Giovanni Claudio Pasquini; UA: Wien, 19. November 1726
- Issipile, dramma per musica; Libretto: Metastasio; UA: Wien, Karneval 1732
- Sant’Elena al Calvario, Oratorium; Libretto: Metastasio oder Antonio Maria Lucchini; UA: Brünn, 1736 (posthum)

## Einzelanmerkungen
1. ↑  AODF Registri battezzati maschi, n. 63 c. 136r, n. 465, in: archivio.operaduomo.fi.it, abgerufen am 30. Dezember 2023. Nach Florentiner Jahreszählung lautet der Eintrag auf den 20. Januar 1681, aber da bis 1750 der Jahreswechsel erst am 25. März stattfand, entspricht dies in moderner Datumsangabe 1682, vgl. .
2. ↑  Ludwig Ritter von Köchel: Johann Josef Fux, Hofcompositor und Hofkapellmeister der Kaiser Leopold I., Josef I., und Karl VI. von 1698–1740. Hölder, Wien 1872, S. 94–96 (Digitalisat in der Google-Buchsuche).
3. ↑  Hermine Weigel Williams: Francesco Bartolomeo Conti: His Life and Music. Ashgate, Aldershot 1999, ISBN 1-85928-388-8, S. 11 (eingeschränkte Vorschau in der Google-Buchsuche).
4. ↑  Lista deren Verstorbenen zu Wien in und vor der Stadt. Den 20. Julii. In: Wiener Zeitung, 23. Juli 1732, S. 7 (online bei ANNO).
5. ↑  Helene Weigel Williams 1999, S. 60 f.
6. ↑  Taufregistereintrag vom 8. September 1706, Wien, Michaelerkirche, abgerufen über ancestry.com am 22. Mai 2022. In Nachschlagewerken ist in der Regel das falsche Geburtsjahr 1699 angegeben, Conti heiratete aber erst 1705 zum ersten Mal.
7. ↑  Janet K. Page: Sirens on the Danube: Giulia Masotti and Women Singers at the Imperial Court. Journal of Seventeenth-Century Music, Volume 17 (2011) No. 1 / Published 2015, Abschnitt 6.3 und Fußnote 95.
8. ↑  Janet K. Page: Sirens on the Danube: Giulia Masotti and Women Singers at the Imperial Court. Journal of Seventeenth-Century Music, Volume 17 (2011) No. 1 / Published 2015, Abschnitt 6.5.
9. ↑  Dagmar Glüxam, Christian Fastl: Landini-Contini, Maria. In: Oesterreichisches Musiklexikon. Online-Ausgabe, Wien 2002 ff., ISBN 3-7001-3077-5; Druckausgabe: Band 3, Verlag der Österreichischen Akademie der Wissenschaften, Wien 2004, ISBN 3-7001-3045-7.
10. ↑  Dagmar Glüxam, Christian Fastl: Lorenzoni, Maria Anna. In: Oesterreichisches Musiklexikon. Online-Ausgabe, Wien 2002 ff., ISBN 3-7001-3077-5; Druckausgabe: Band 3, Verlag der Österreichischen Akademie der Wissenschaften, Wien 2004, ISBN 3-7001-3045-7.

| Personendaten    | Personendaten                               |
| ---------------- | ------------------------------------------- |
| NAME             | Conti, Francesco Bartolomeo                 |
| KURZBESCHREIBUNG | italienischer Opernkomponist des Spätbarock |
| GEBURTSDATUM     | 20. Januar 1682                             |
| GEBURTSORT       | Florenz                                     |
| STERBEDATUM      | 20. Juli 1732                               |
| STERBEORT        | Wien                                        |